# 王鈺棟
王 鈺棟（おう ぎょくとう、2006年11月23日- ）は、中華人民共和国・浙江省寧波市奉化区出身のプロサッカー選手。中国サッカー・超級リーグ・浙江職業足球倶楽部(浙江FC)所属。ポジションはフォワード。

## 経歴
王は商人の家庭に生まれ、父は深圳で事業を営んでいたため、幼少期は深圳で育った。王の素質が認められ、深圳東方小学校に推薦された。在籍３年間で王のチームは、深圳市内の同年代の各種大会の9割で優勝した。2017年4月、10歳の王はイタリアで国際大会に参加し3位に入賞。深圳を離れた後は地元浙江省の浙江鴕鳥足球倶楽部。そして2021年初、浙江FCの下部組織に加入した。
2022年、王は中国U16代表入り。同年のAFCU-17アジアカップ予選では、3試合で8得点を決めた。2023年6月3日、AFCU-17アジアカップ本大会では、オーストラリア戦で2得点、タジキスタン戦で1得点を決めた。
2023年12月26日，17歳の王は飛び級で中国U-23代表に選出。翌年のAFCU-23アジアカップに出場した。
2023年7月20日、王は浙江FCとプロ契約を結んだ。7月25日の中国FAカップ準々決勝で、途中出場でトップチームデビュー。8月26日、中超第24節で84分から出場し、リーグ戦デビュー。9月20日にはACLグループリーグで途中出場し、同大会デビュー。
2024年11月28日、ACL2のグループリーグ第5節のライオン・シティ・セイラーズ戦で、1得点2アシストを記録。0-2から4-2の逆転勝利に貢献した。
2025年2月にクラブと契約延長すると、主力FWとして得点を量産した。
2025年2月28日、中国代表に初選出される。3月25日のオーストラリア戦(0-2)で66分から途中出場し、フル代表デビューを果たした。。6月11日のバーレーン戦(1-0)でフル出場し、決勝点となるPKで代表初得点を決めた。